# Charles Delporte
Charles Jules Delporte (Ixelles, 11 marzo 1893 – Forest, 9 ottobre 1960) è stato uno schermidore belga, vincitore di una medaglia d'oro ed una d'argento nella scherma ai giochi olimpici.